# Abana (Schiff)
Die Abana des Norddeutschen Lloyd (NDL) war der erste Neubau der Reederei für den Levante-Dienst. Sie und ihr Schwesterschiff Agira zeichnete sich durch einen Maierform-Löffelbug aus. Bei der Entflechtung und Neugliederung der Fahrtgebiete der Deutschen Reederei verblieben die Schiffe beim NDL und wurden in Inn und Spree umbenannt.
Nach Ausbruch des Zweiten Weltkriegs wurde die Inn südwestlich der Kanarischen Inseln am 5. September 1939 vom britischen Kreuzer Neptune gestoppt und nach Übernahme der Besatzung versenkt.

## Geschichte des Schiffes
Mit der Abana und ihrem Schwesterschiff Agira erhielt die Bremer Großreederei Norddeutscher Lloyd 1929 erstmals Neubauten für ihren seit 1906 bestehenden Levante-Dienst, der als Gemeinschaftsdienst mit der Deutschen Levante-Linie (DLL) betrieben wurde und für den der NDL anfangs Schiffe der DLL, wie die Therapia, übernahm. In den Dienst wurden in der Folgezeit vor allem ältere Schiffe anderer Linien eingestellt.
Durch die Eingliederung der Flotten der Tochtergesellschaften ab Mitte der zwanziger Jahre gelangten auch Nachkriegsbauten in diesen Dienst mit typischen Namen für das Fahrtgebiet wie die Yalta und Pera (ex Horncap, Hornsund) der Dampfschiffs-Rhederei Horn AG, die Angora, Achaia und Athena der Roland-Linie oder die Aegina, Arta, Attika und Anatolia der Dampfschifffahrts-Gesellschaft Argo, alles Schiffe mit über 2.000 BRT, 4.000 tdw und 9 kn Geschwindigkeit. 1928 folgten dann auch vom NDL für diese Linien erstmals zwei Aufträge für Neubauten.
Beide Aufträge gingen an die AG Weser in Bremen. Es handelte sich um Kleine Dampfschiffe von 4.000 t Tragfähigkeit mit einem Schornstein und zwei Masten. Die Rümpfe zeigten deutlich die Verwendung der Prinzipien der Maierform. Das erste Schiff des Auftrags mit der Baunummer 880 lief im November 1929 vom Stapel. Es erhielt den Namen Abana nach einer türkischen Stadt an der Schwarzmeerküste in der nordtürkischen Provinz Kastamonu. Das am 10. Dezember 1929 folgen den Schwesterschiff erhielt den Namen Agira nach einer Stadt in der Provinz Enna/Sizilien. Beide Schiffe waren 93,58 m über alles lang und 14,04 m breit. Angetrieben von einer Dreifach-Expansionsmaschine mit Abdampfturbine von 1.400 PSi Gesamtleistung konnten die mit 28 Mann Besatzung betriebenen Dampfer 10,5 kn laufen. Im Brückenaufbau war Platz für acht, später sogar zwölf Passagiere. Die beiden Schiffe wurden mit 2.867 BRT vermessen und hatten eine Tragfähigkeit von 4.070 tdw.

### Einsätze

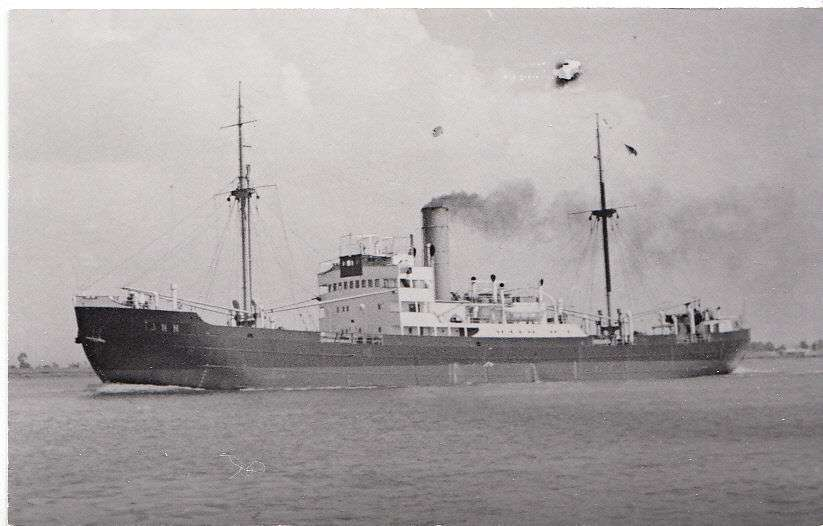
Die Inn ex Abana mit dem typischen Lloyd-Schornstein

Die noch am 30. Dezember 1929 abgelieferte Abana wurde mit ihrem Schwesterschiff anfangs auf der Levantelinie eingesetzt. Die neuen Schiffe bewährten sich und NDL gab schon 1933 eine vergrößerte Ausführung als Cairo und Sofia in Auftrag. Die seit 1932 vom Staat betriebene Entflechtung der Reedereien und ihrer Fahrtgebiete und die erkennbare Neigung zur Verteilung der Flotten führten zu einer Konzentration der Neubauten auf die Linien, die der NDL zu behalten glaubte.
So kamen die beiden Neubauten ab 1934 vorrangig von Bremen nach Mittelamerika zum Einsatz. Nach der Aufteilung der Fahrtgebiete blieben sie so beim NDL und erhielten 1936 neue Namen nach deutschen Flüssen mit Inn und Spree. Neben dem Mittelamerika-Dienst fuhren die Schiffe auch nach Nord- und Mittelbrasilien. In diesem verbliebenen Fahrtgebiet kamen vor allem die neueren, aus der Abana entwickelten Motorfrachtschiffe der Flüsse-Klasse zum Einsatz.

### Das Ende derInn
Der Einsatz der Inn endete schon am 5. September 1939, als sie aus Pará kommend vom britischen Kreuzer Neptune 400 Seemeilen (740 km) südwestlich der Kanarischen Inseln gekapert wurde. Nach Übernahme der Besatzung versenkten die Briten den Dampfer Inn (ex Abana).

### Das SchwesterschiffSpreeexAgira
Das am 6. Februar 1930 abgelieferte Schwesterschiff Agira wurde in denselben Fahrtgebieten eingesetzt wie ihr Schwesterschiff. 1939 befand sich der Frachter allerdings im Heimatland. Während des Krieges wurde das Schiff als Transporter eingesetzt und überlebte den Krieg in Stavanger. Im Juni 1945 wurde der reparierte Frachter an die Niederlande ausgeliefert. Dort war das Schiff unter den Namen Hedel, Prins Philip Willem und Nilla im Einsatz. Von 1956 bis 1960 wurde das Schiff als Villa  noch unter Liberianischer Flagge eingesetzt. Ab April 1960 erfolgte dann der Abbruch des Schiffes in Großbritannien.